# Бейрдфорд (Пенсільванія)
Бейрдфорд (англ. Bairdford) — переписна місцевість (CDP) в США, в окрузі Аллегені штату Пенсільванія. Населення — 855 осіб (2020).

## Географія
Бейрдфорд розташований за координатами 40°37′41″ пн. ш. 79°52′54″ зх. д. / 40.62806° пн. ш. 79.88167° зх. д. (40.627942, -79.881720).  За даними Бюро перепису населення США в 2010 році переписна місцевість мала площу 3,92 км², уся площа — суходіл.

## Демографія
Згідно з переписом 2010 року, у переписній місцевості мешкало 698 осіб у 304 домогосподарствах у складі 198 родин. Густота населення становила 178 осіб/км².  Було 331 помешкання (84/км²).
Расовий склад населення:
| - 99,1 % — білих - 0,4 % — чорних або афроамериканців |

До двох чи більше рас належало 0,4 %. Частка іспаномовних становила 1,1 % від усіх жителів.
За віковим діапазоном населення розподілялося таким чином: 19,8 % — особи молодші 18 років, 62,4 % — особи у віці 18—64 років, 17,8 % — особи у віці 65 років та старші. Медіана віку мешканця становила 44,9 року. На 100 осіб жіночої статі у переписній місцевості припадало 91,8 чоловіків;  на 100 жінок у віці від 18 років та старших — 92,4 чоловіків також старших 18 років.
Середній дохід на одне домашнє господарство  становив 72 698 доларів США (медіана — 77 835), а середній дохід на одну сім'ю — 82 289 доларів (медіана — 90 842). Медіана доходів становила 46 288 доларів для чоловіків та 45 563 долари для жінок. За межею бідності перебувало 1,8 % осіб, у тому числі 0,0 % дітей у віці до 18 років та 5,4 % осіб у віці 65 років та старших.
Цивільне працевлаштоване населення становило 586 осіб. Основні галузі зайнятості: освіта, охорона здоров'я та соціальна допомога — 23,5 %, виробництво — 22,2 %, будівництво — 9,6 %, публічна адміністрація — 8,5 %.